# Небельверфер

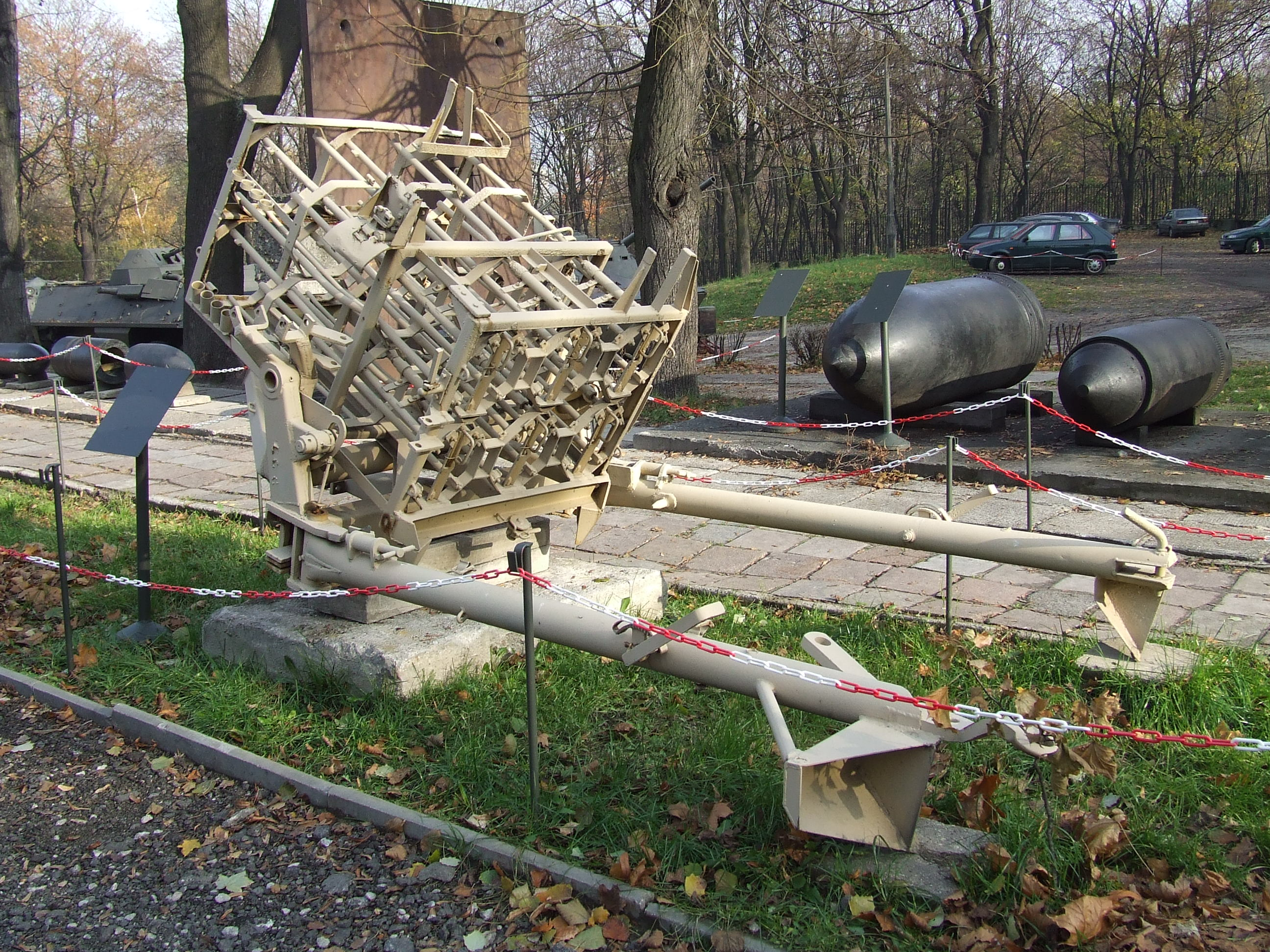
Nebelwerfer 42

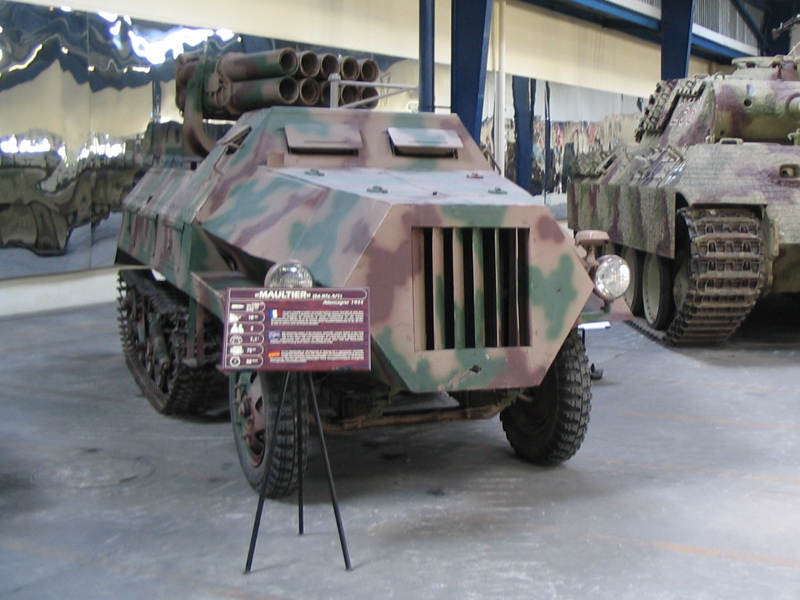
Panzerwerfer 42

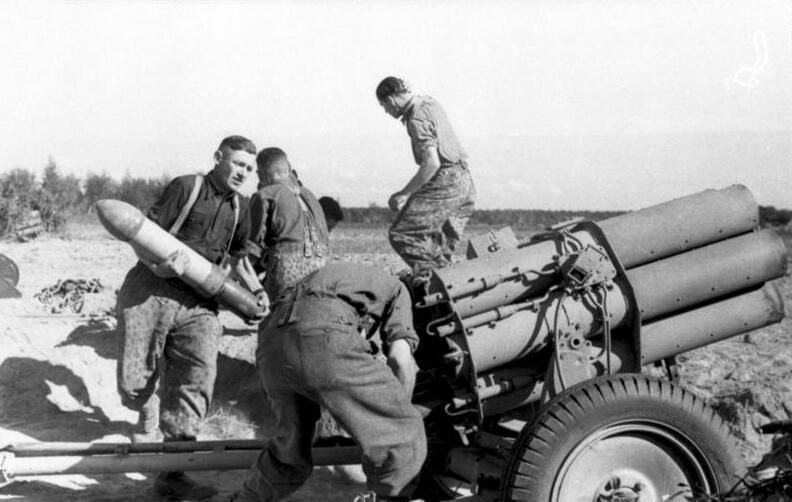

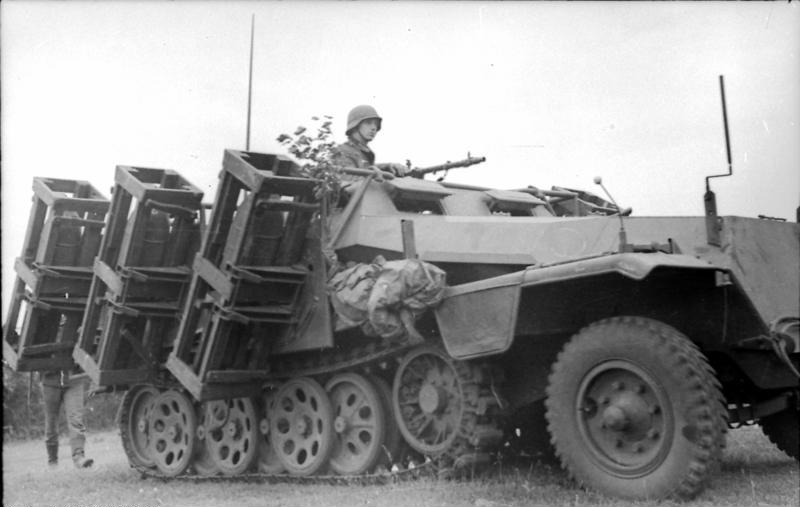
Рами, змонтовані на Sdkfz 251

«Nebelwerfer» (буквально укр. «Туманомет») — німецька причіпна на двоколісному лафеті шестиствольна система некерованої реактивної артилерії часів Другої світової війни.

## Загальні відомості
Німецька система реактивної артилерії (РА) «Небельверфер» стала першою у світі системою залпового вогню.
Функція «Небельверфера» — у силі кількох батарей завдавати щільного удару по скупченню військ супротивника (включаючи броньовану військову техніку) або ж окремими батареями чи окремими системами РА знищувати укріплений район, дот, дзот, бліндаж, проводити артпідготовку по окопах тощо. Для цього не передбачалося застосовувати систему для враження цілей на великій віддалі: як завжди, німці ставили на точність і достатність, бо надмірні витрати ресурсів не вітало командування. «Низька дальність» (6—8 км), якою дорікали німцям радянські заздрісники — це зона прямої видимості, після якої неодмінно слідував удар піхотної штурмгрупи; дальність цілком компенсувалася винятковою влучністю, потужністю снарядів і застосуванням військового прикриття (артилерійського і піхотного) від імовірної раптової контратаки супротивника. Вдалий залп батареї «Небельверферів» майже гарантовано зривав атаку супротивника, викликаючи паніку, оглушення і численні втрати.
Розмовна назва у росіян — «Ванюша» (названо за аналогією до радянських реактивних систем залпового вогню «Катюша» при копіюванні систем радянськими інженерами у блокадному Ленінграді). Образливе прізвисько —«іша́к» (через виття при запуску ракет), хоча радянська артсистема видавала майже тотожний звук.
Солдати інших союзницьких військ називали цю зброю «Стогній-Мікі» (через дике виття ракет, що оберталися зі швидкістю близько 60 000 об/хв).

### Назва
Буквальний переклад назви з німецької — «Туманомет». Назва саме і походить від початкової функції міномета: ставити щільну хімічну чи димову завісу. У амуніції до «Небельверфера» числилися снаряди із хімічним і димовим наповнювачем. Найчастіше міномет застосовували для стрільби осколково-фугасними мінами. За штатами військової техніки Вермахту «Небельверфер» числився під назвою «реактивна гармата».

## Конструкція реактивної системи
Реактивний міномет «Nebelwerfer 41» мав шість 150-мм стволів і стріляв 39-кілограмовими снарядами на відстань 6 (димові снаряди — 8) км. Пізніша версія міномета, «Nebelwerfer 42», мала п'ять 210-мм стволів. Для неї застосовували значно тяжчі 210-мм снаряди вагою 113 кг, які летіли на 8 км. Крім того, «Nebelwerfer 42» було оснащено знімними напрямними для снарядів калібру 150 мм від «Nebelwerfer 41», котрі монтувались всередині стволів. Обидва міномети установлювалися на легкому двоколісному лафеті.
На базі «Nebelwerfer» було створено самохідну установку «Panzerwerfer 42». Десятистволову 150-мм пускову установку було змонтовано на даху Sd.Kfz 250/2.
З 1940 по 1943 рік у Вермахті успішно застосовували іншого типу систему залпового вогню — Wurfrahmen 40. Її було змонтовано на шасі бронетранспортера Sd.Kfz. 251/1, прозваного солдатами Stuka zu Fuß, «піхотною Штукою» (за аналогією з Junkers Ju 87 Stuka — пікірувальним бомбардувальником). По три рами кріпили з кожного борту бронетранспортера і несли по п'ять 280-мм реактивних мін і по одній 320-мм запалювальній міні.

## Конструкція реактивних мін
Боєприпас реактивного міномета виглядав як циліндр калібру 158 мм. Вага усього снаряда становить 39 кг, де до 2 кг становить вибухова речовина (тротил). Увесь циліндр заповнено шашкою з ді-глікоєвого пороху, що повільно горить. Такий вид пального зумовлено тепловим режимом роботи двигуна. При виборі теплового режиму просто підбирають пальне, балансуючи між паливом і негорючим баластом. При цьому, щоправда, дуже задимлюється траса баласту, що демаскує вогневу позицію і зменшує дальність польоту міни.
У задній частині циліндра розміщено кілька сопел, що мають відхилення від осі на 14 градусів. Усього сопел — 28. Вони надають міні обертового руху в польоті навколо поздовжньої осі, і цим досягається виняткова точність снаряда. Так, розсіювання на дальності 6000 м: в довжину — 80—100 м, бокове — 60—90 м). Сопла виготовлено заодно с корпусом, і очевидно, при застосуванні ефективнішого пального просто згоріли б. Виготовлення снаряду при такій високій точності влучання виявилося рекордно дешевим і не потребувало спеціального обладнання. (Блокадний Ленінград легко опанував не виробництво технічно недосконалих і складних у виготовленні снарядів для «Катюш», а саме системи німецьких «Wurfminen» — МТО, «міна тяжка, обертальна», у радянському виконанні).
На кінці циліндра прикріплено невеликий контейнер як бойову частину. Контейнер наповнено вибуховою речовиною. Крізь нього проходить канал основного сопла двигуна, що забезпечує міні поступальний рух. Там же знаходиться й ударно-інерційний підривач.

### Типи реактивних мін
«Nebelwerfer» мав 5 типів реактивних мін, призначених для широкого круга завдань.
- Осколково-фугасні — призначені для враження живої сили супротивника і легких укріплень
- Запалювальні — призначені для враження об'єктів вогнем через розкидання на місцевості нафтопродуктів і їх спалахування
- Газові — застосовувані для установлення димових завіс (початкове призначення)
- Хімічні — споряджені отруйними речовинами
- Агітаційні — призначені для розкидання листівок.

Калібр залишався постійним — 158 мм, проте кожен тип ракети мав власну конструкцію і різну вагу (агітаційна міна не мала заднього циліндра, як у фугасній, а також мала 16 сопел — замість 28 у фугасній).

## Застосування
Початково «Небельверфер» застосовували для метання реактивних газових мін — із хімічною зброєю чи для димових завіс.
Уперше цю зброю було застосовано на Західноєвропейському театрі бойових дій під час Французької кампанії, й застосовувався саме для установлення димових завіс. Також «Небельверфер» уперше застосовано як реактивна система залпового вогню під час десантної висадки на Криті (операція «Меркурій»): ця система надзвичайно проявила себе як виняткова зброя, беручи до увагу її компактність і малу вагу. Під час Операції «Барбаросса» 4-й хімічний полк особливого призначення застосував проти Брестської фортеці, випустивши понад 2880 реактивних фугасних мін калібру 150 мм (що за потужністю утричі більше за звичайний осколково-фугасний снаряд класичної 150-мм гаубиці).
На Східноєвропейському театрі воєнних дій Другої світової війни установку застосовували на найважливіших напрямках і лише спільно із стволовою артилерією. Ця техніка завдавала дуже точних ударів на значних дистанціях (незмірно точніше, аніж радянська чи американська системи). Завдяки компактності, систему часто використовували у десантних операціях.
При завантаженні реактивних мін з казенної частини, снаряди фіксувалися спеціальними тримачами, після чого в одне з сопел втикали електрозапал. Після наведення міномета на ціль обслуга йде до укриття і з допомогою блоку запуску випускає спочатку перші три ракети, потім решту три. Запуск системи здійснюється дистанційно, від електричного акумулятора транспортного засобу, який буксирує «Небельверфер». Залп триває близько 10 секунд. Час перезарядки — до 1,5 хвилини (стан готовності до наступного залпу чи перенацілювання).
Снаряди при пуску залишали щільний димовий шлейф, тож теоретично підрозділ «Небельверфер» був чудовою ціллю для артилерії супротивника, тому обслузі системи необхідно було якомога швидше змінювати позицію. Та оскільки на Східному фронті німцям протистояла деморалізована і слабко вишколена армія, яка постійно відступала — ефективного спротиву радянської артилерії не могло бути. Штатна важка артилерія німців (і пристрої визначення розташування ворожих артбатарей), що застосовувалися спільно із «Небельверферами», робили майже всі спроби протидії росіян приреченими на їх миттєве знищення. Лише з літа 1943 року, коли відкрився другий фронт (Сицилійська операція, коли німці були змушені були розпорошити свої сили, радянські війська отримали змогу наступати, а вся німецька наступальна зброя (наприклад, Штурмгешуц, «Небельверфер», «Junkers Ju 87» тощо) перекваліфіковувалася для виконання невластивих їй завдань — «Небельверфери» почали прибирати із передової. Натомість мобільні модифікації «Небельверфера» — «Wurfrahmen 40» і «Panzerwerfer 42» стали активно застосовувати як засіб підтримки танків, особливо у міських зонах. Для загороджувального вогню проти великих мас супротивника краще застосовна звичайна гаубична артилерія і авіація.
Реактивні снаряди, що їх застосовували на «Nebelwerfer», також активно застосовували на літаках ППО Німеччини для ударів по щільних шикуваннях бомбардувальників союзників.
Єдиним недоліком реактивного міномета на пізніх етапах війни стала його низька мобільність, через що він міг стати здобиччю ворожої авіації, котра перехоплювала ініціативу в повітрі. Для бі́льшої рухомості міномет установлювали на напівгусеничне шасі. Така машина отримала назву «Panzerwerfer 42» (1942). Транспортер боєприпасів Sd.Kfz 4 «Maultier» («Мул»), у якому розміщували від 20 до 30 реактивних мін, отримав назву Munitionskraftwagen fur Nebelwerfer (букв. «Транспортер амуніції для „Небельверфера“»). Наприкінці війни почали виробляти дешеві (часто дерев'яні) одноразові пускові установки «Wurfrahmen», які доставляли на вогневу позицію, змонтованими на бортах тягача.

## Міфи про «Небельверфер»

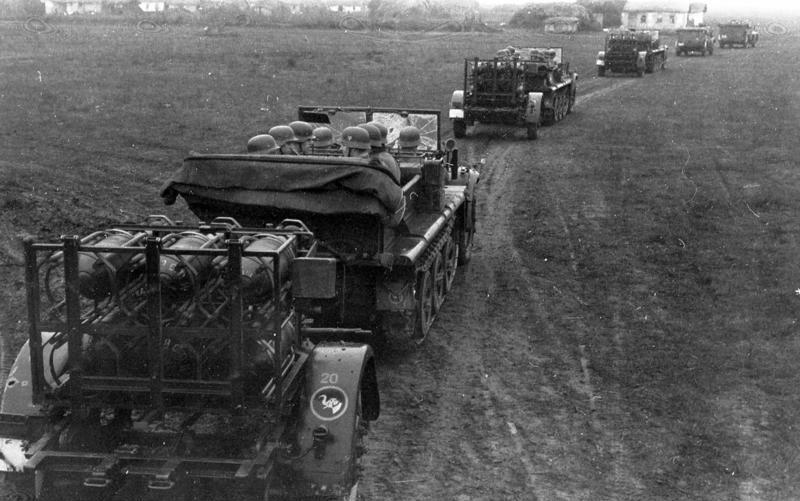
Буксирувальник SdKfz 10

- Перший міф: «Небельверфер» є копією «Катюші» і з'явився 1942 року у відповідь на появу радянських реактивних систем залпового вогню. У дійсності «Небельверфер» почали розробляти 1928 року і його вперше прийнято на озброєння у вигляді важких 280-мм «Wurfrahmen», які початково виглядали як дерев'яна рама для 6 ракет калібру 280 мм (пізніше раму, з металу) і прийняту на озброєння в 1940 році. 1940-го також з'являється прототип «Небельверфер» під газові реактивні міни, а в середині 1940 року і під фугасні реактивні міни. Застосовували цю зброю спочатку проти Франції, потім на острові Крит разом із безвідкотними гарматами; на Східному фронті ефективно застосовувалися з перших днів під прикриттям важких гаубиць. Перше його застосування на території СРСР 22 червня 1941 року при штурмі Берестейської фортеці — на місяць раніше, чим застосували «Катюші» під Оршею. Щоправда, за наказом Гіммлера, інженерами «Česká Zbrojovka» було створено аналог радянського реактивного снаряда РС-82, проте це було набагато пізніше. Німецький «аналог» РС-82 повністю переважав радянський оригінал як за точністю пострілу (чехи позбулися ексцентриситету тяги, викликаного нерівномірним горінням порохової шашки закруткою стабілізатора снаряда, що змушував ракету обертатися навколо своєї осі), так і за масою спорядження боєголовки. Швидкість обертання в порівнянні з турбореактивними мінами, була дуже низькою, та вказану ваду усувала повністю). Таким чином це була набагато досконаліша система.

- Другий міф: дальність стрільби «Небельверфер» була низькою внаслідок коротких стволів-напрямних. Це не так. Стволи-напрямні «Небельверферові» узагалі технічно потрібні лише для розкрутки міни й утримання її при буксируванні: конструкція реактивної міни «пожирала» 25 % ККД реактивного двигуна на розкрутку в польоті, за рахунок чого й зумовлюється точність міномета, тож дальність польоту 39-кг міни становила трохи більше 6 км. «Катюша» мала дальність польоту снаряда 8 км, що на кілометр-півтора більше, ніж у «Небельверфера», за значно більшої довжини напрямних. Більша дальність польоту радянського снаряда була зумовлена тим, що снаряди в «Катюші» використовували найефективніше на той час пальне — нітрогліцериновий порох, що переважав за ефективністю ди-гліколевий порох німецького суперника; проте німці вибрали це пальне свідомо, з урахуванням умов роботи двигуна.

- Третій міф: мала маневреність «Небельверфер». У порівнянні із радянським відповідником (на базі вантажівки) маневреністю ніяк не поступався, адже штатним буксирувальником «Небельверфера» був напівгусеничний тягач Sd Kfz 6 і напівгусеничні бронетранспортери, від акумуляторних батарей котрих реактивний міномет і працював. Висока мобільність тягача зумовлена його надзвичайною прохідністю, тоді як і «полуторка», і Studebaker US6, і ЗІС-6 і Зіл-157 легко в'язли у ґрунті. До середини 1943 року швидкості й маневреності мінометові цілком вистачало. «Небельверферові» не вистачало оперативності в бою, адже його змонтовано на окремому лафеті, тож його доводилося відчіпляти, викочувати на позицію й націлювати, що потребувало багато часу. «Катюшу» змонтовано на шасі вантажівки, тож теоретично вона була набагато оперативнішою: вантажівка сама виходила на позицію, а для підготовки до стрільби їй потрібно було лише опустити опорні домкрати (часто для достатнього упору вантажівку просто опирали на великий пеньок чи камінь, тож швидкість підготовки до стрільби трохи збільшувалася). На практиці ж швидкість виходу на позицію, прицілювання і відкриття вогню займали приблизно однакову кількість часу, а зважаючи, що вогонь рідко вели з асфальтової чи ґрунтової дороги — а частіше з бездоріжжя чи з пересіченої місцевості — тож "Небельверфер вигравав. Відстрілявшись, «Катюша» могла практично одразу утекти з позиції, що в теорії практично унеможливлювало накриття її вогнем у відповідь за інших рівних умов. Однак. німці легко визначали позицію радянських реактивних мінометів (як і їхньої гаубичної артилерії) — і негайно накривали їх вогнем із гаубиць у відповідь. Проте, цей теоретичний недолік «Небельверфера» було усунуто у версіях «Wurfrahmen 40» «Panzerwerfer 42».

- Четвертий міф: Німеччина не випускала установки масово. Це неправда. За війну лише буксируваних установок «Небельверфер» було випущено 7500 штук. Кілька десятків тисяч дерев'яних «Wurfrahmen» калібру 280 мм і більше 5000 «Wurfrahmen» в залізних багаторазових контейнерах було випущено з 1942 по 1945 роки[4].